# Сделано в США (фильм, 1987)
«Сделано в США» (англ. Made in U.S.A., другое название «Сделанные в Америке») — американский драматический фильм 1987 года, снятый режиссёром Кеном Фридманом.

## Сюжет
Двое друзей из Пенсильвании решаются уехать из своего маленького, захудалого шахтёрского городка, где у них отсутствовали любые перспективы. Парни решают вступить в борьбу за окружающую среду побережья Калифорнии. Пересекая США, заодно и наслаждаясь путешествием по стране, они угоняют автомобили, знакомятся с девушками и одна из них присоединяется к путешественникам в их миссии.

## В ролях
- Джудит Болдуин — Дори
- Лори  Сингер — Энни
- Марджи Мартин — мать Фрейзер
- Эдриан Пасдар — Дар
- Крис Пенн — Тук
- Тайни Уэллс — отец Фрейзер
- Жаклин Мерфи — Кора
- Френк Беддор — Буд
- Кэтрин Келли Лэнг — Келли
- Бен Зеллер — эпизод

## Прокат
Выпуск фильма был отложен из-за спора о художественном контроле между Фридманом и Джоном Дейли из Hemdale Film Corporation. Фридман впервые показал свою версию без разрешения Хемдейла, который владел авторским правом, на Каннском кинофестивале 1987 года. Дейли выпустил студийную версию для видео в 1989 году.